# Riama hyposticta
Espèce
Synonymes
- Proctoporus hypostictus Boulenger, 1902

Riama hyposticta est une espèce de sauriens de la famille des Gymnophthalmidae.

## Répartition
Cette espèce se rencontre dans le département de Nariño en Colombie et en Équateur entre 777 et 2 700 m d'altitude. 

## Publication originale
- Boulenger, 1902 : Descriptions of new Batrachians and Reptiles from North-western Ecuador. Annals and Magazine of Natural History, sér. 7, vol. 9, p. 51-57 (texte intégral).